# Borden (Saskatchewan)
Pour les articles homonymes, voir Borden.
Borden est une communauté située dans la province de Saskatchewan, dans le centre-sud.